# Rudolf Volz

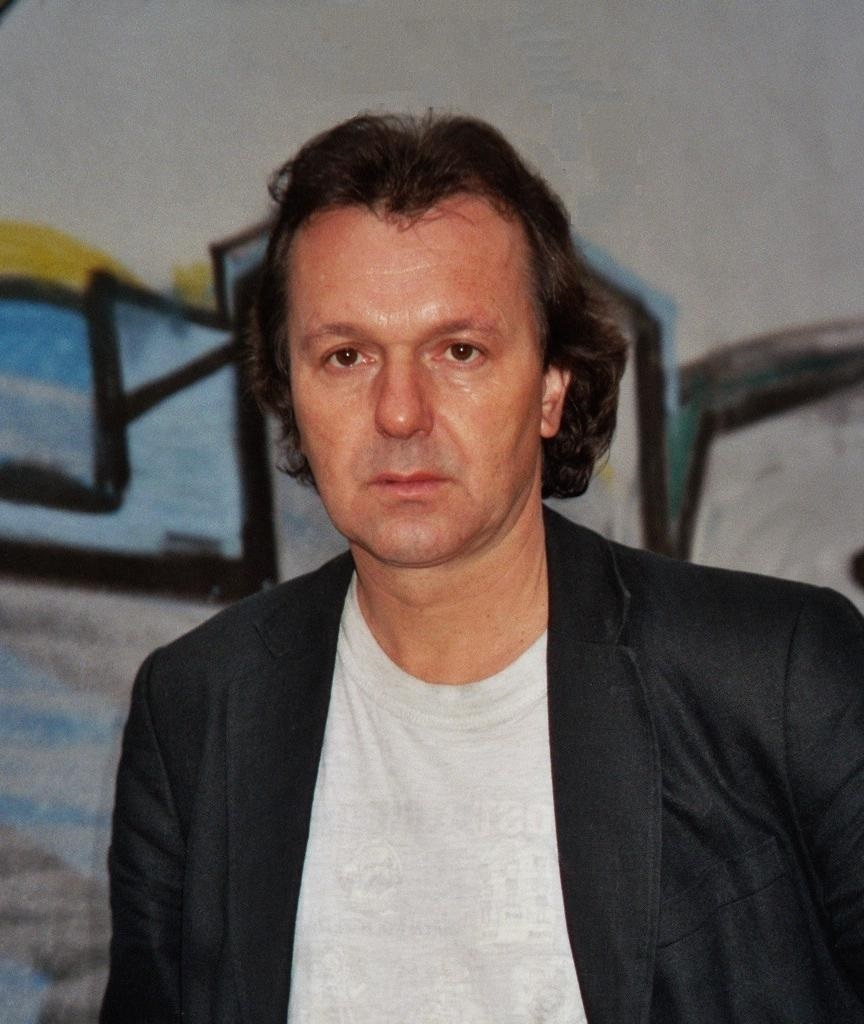
Rudolf Volz (2003)

Rudolf Bernhard Volz (* 29. Februar 1956 in Ulm) ist ein deutscher Mathematiker und Autor für Musiktheater. Aus seiner Feder stammt die Musik und das Libretto zur Rockoper Faust.

## Leben
Rudolf Volz wurde als Sohn des Werkzeugmachers Johannes Volz (1923–2013) und dessen Frau Bernhardine, geb. Ott (1927–2003), in Ulm geboren. Er wuchs mit einem älteren und einem jüngeren Bruder in Oberdischingen auf. Der Vater betrieb nebenberuflich einen kleinen Bauernhof.
Ab 1966 besuchte er das Johann-Vanotti-Gymnasium Ehingen, wo er 1975 das Abitur im mathematisch-naturwissenschaftlichen Bereich absolvierte.
Ab 1975 studierte er Mathematik mit Nebenfach Physik an der Universität Ulm, wo er das Vordiplom absolvierte. Im Jahr 1979 wechselte er an die Claremont Graduate University in Claremont (Kalifornien), wo er 1982 in Mathematik promovierte bzw. einen Ph.D. erwarb. Die Dissertation war im Bereich partielle Differentialgleichungen und behandelte ein Epidemie-Modell zur Beschreibung von Malaria.
Ab 1983 entwickelte er Anwendersoftware auf Personal Computern, die gerade populär zu werden begannen. Ein Jahr später gründete er sein eigenes Unternehmen, das später in Digital-Zeit umbenannt wurde. Bedeutendstes Produkt war die 1985 entwickelte Software IPEV (Integrierte Personaldaten-Erfassung und Verwaltung) mit knapp 10.000 Installationen im mittelständischen Bereich, davon 500 in den USA und Kanada. Der Vertrieb und Kundenservice erfolgte über Hengstler. Später gab es einen Eigenvertrieb im süddeutschen Raum. Dabei wurde dieselbe Software unter dem Namen AVERO mit den von ACD produzierten Terminals installiert. Im Jahr 2003 wurde der Eigenvertrieb mit 800 Installationen outgesourct und das Unternehmen inklusive des Copyrights der Software an Dorma verkauft.
Volz interessiert sich darüber hinaus für Philosophie und Kunst, insbesondere die Musik. Schon als Teenager war er von der Idee fasziniert, „essentielles Wissen der Menschheit“ in Songs zu packen und in Form von Rockopern unterhaltsam und verständlich zu präsentieren. Umsetzen konnte er diese Idee erst 25 Jahre später mit der Rockoper Faust.
In 2007 schrieb er im Booklet zur DVD der Rockoper Faust,  dass im Hexeneinmaleins die Zahlensymbolik des Pythagoras enthalten ist.
Seit 2021 arbeitet er an der Beweisführung zur Bauzeit der Cheops-Pyramide, welche von Herodot und Diodor mit 20 Jahren angegeben wurde. Weitere Themen sind das Positionieren des Giebeldachs am Nordeingang, das Hochheben großer Steinblöcke mittels Zickzack-Lifting und das Aufrichtungsverfahren eines Obelisken. Als Arbeitsmethode wird das Reverse Engineering verwendet.
Seit 2020 lebt und arbeitet er in Blaubeuren.

## Stilistik
Bei der Umsetzung von klassischen Dramen als Rockoper werden nur Originaltexte verwendet. Die einzigen Stilmittel sind Repetition und Streichung von Texten. Der Autor folgt dem Motto „Altes vergrabenes Wissen im Gewand von Rockmusik neu ans Licht zu holen“.
Der Literaturwissenschaftler Rüdiger Safranski äußerte in einem Interview: „Der Faust-Stoff hat seine Ursprünge im Marionetten-Spiel, das war zu jener Zeit die Rockoper. Gefreut hat mich vor allem die Texttreue zur Goethe-Version“.
Bis zum Erscheinen der Rockoper Jedermann im Jahr 2014 war „Volz der einzige Autor und Komponist, der klassische literarische Stoffe in Rockmusicals verwandelte“.
Einen prägenden Einfluss hatte im Jahr 1969 die Rockoper Tommy von The Who. Während seines Studienaufenthalts in Kalifornien sah Volz am 9. Februar 1980 die dritte Aufführung von The Wall von Pink Floyd live in der Los Angeles Memorial Sports Arena, was einen nachhaltigen und prägenden Einfluss auf seine Inszenierungsform hatte.
Ein weiterer Einfluss auf die Inszenierungsform waren die Filme von Werner Herzog mit Klaus Kinski, insbesondere der Film Aguirre, der Zorn Gottes aus dem Jahr 1972.

## Werke
Bühnenwerke
- 1997: Faust I – Die Rockoper mit Originaltexten aus Faust (Eine Tragödie) von Johann Wolfgang von Goethe[13][10]
- 2003: Faust II – Die Rockoper mit Originaltexten aus Faust (Der Tragödie zweiter Teil) von Johann Wolfgang von Goethe[17]
- 2006: Hamlet in Rock mit Originaltexten aus Hamlet von William Shakespeare[18]
- 2012: Wonderfitz ond Ehrakäs Schwäbische Komödie[19]
- 2016: Weihnachtsfieber Repertoire-Musical bzw. Jukebox-Musical in der Vorweihnachtszeit mit traditionellen Liedern[20]
- 2022: Wendelgard – Mittelalterliches Musikschauspiel über die Wendelgard von Halten mit bekannten mittelalterlichen Melodien[21][22]

Wissenschaftliche Werke
- 1978: On Badly Approximable Numbers Whose Approximation Set Has a Discrete Derivative. Freie Forschungsarbeit im Bereich Kettenbrüche[23]
- 1982: Global Aysmptotic Stability of a Periodic Solution to an Epidemic Model. Mathematisches Epidemie-Modell im Bereich Partielle Differentialgleichungen zur Simulation von Malaria, Ph.D. Dissertation. Publikation im Journal of Mathematical Biology, Springer Verlag[4]
- 1986: Stability Conditions for Systems of Linear Nonautonomous Delay Differential Equations. Publikation im Journal of Mathematical Analysis and Applications[24]
- 2025 (geplant): Constructing The Cheops Pyramid Through Multispiral Ramps. Publikation im Journal of Humanistic Mathematics der Claremont Colleges[25][26][27]

## Diskographie
CDs
- 1993: High-Tech-Food (Ambient-Musik mit der Gruppe Xdra)[28][29]
- 1996: Poet's night (Vertonung der Gedichte von Frederick William Ayer)[30][31][32]
- 1997: Faust – Die Rockoper
- 2003: Faust II – Die Rockoper
- 2007: Faust – Die Rockoper (4-er CD-Box Faust I + II)

DVDs
- 2006: Faust – Die Rockoper (Studioverfilmung von Faust I)
- 2007: Hamlet in Rock  (Studioverfilmung)

## Sonstiges
Seit 2006 gibt es Aufführungen von der Rockoper Faust auf dem Brocken im Harz, dem Handlungsort der Szene Walpurgisnacht. Dort gab es bisher knapp 400 Aufführungen. Die Zuschauer werden im Dampfzug der Harzer Schmalspurbahnen zum Brocken rauf- und runtergefahren.
Seit 2009 wird in Auerbachs Keller in Leipzig die Rockoper Faust aufgeführt. Dies ist der Handlungsort der gleichnamigen Szene mit dem Trinkgelage der Studenten. Dabei wird die Sage vom Fassritt nach knapp 500 Jahren tatsächlich vorgeführt.